# Khacharod
Khacharod, auch Khachrod, ist eine Stadt im indischen Bundesstaat Madhya Pradesh. Khachrod liegt im Westen des Bundesstaates in der Nähe der Grenze zu Rajasthan.
Die Stadt ist Teil des Distrikts Ujjain. Khacharod hat den Status eines Municipal Councils. Die Stadt ist in 21 Wards gegliedert. Sie hatte am Stichtag der Volkszählung 2011 34.191 Einwohner, von denen 17.351 Männer und 16.840 Frauen waren. Hindus bilden mit einem Anteil von über 64 % die Mehrheit der Bevölkerung in der Stadt. Die Alphabetisierungsrate lag 2011 bei 79,10 %.